# Porte de Dunkerque
La porte de Dunkerque est une porte de ville de l'enceinte de Lille située avenue Léon Jouhaux, en bordure de la Deûle. Elle fait l’objet d’une inscription au titre des monuments historiques depuis le 2 novembre 2004.

## Histoire
Une première porte de Dunkerque également nommée porte de la Barre est ouverte en 1672 lors de la construction de la nouvelle enceinte de Vauban au sud de l'Esplanade approximativement à l'emplacement de l'actuel pont de la Citadelle. Elle était percée dans le mur d'en bas bâti entre la Citadelle et la ville et donnait accès à un pont sur la cunette entourant le rempart se prolongeant par la route vers le faubourg de la Barre. Ce faubourg presque entièrement disparu était situé à la pointe ouest de l'actuel jardin Vauban. Cette porte remplaçait la porte de la Barre de l'enceinte du Moyen-Âge qui était située à l'emplacement de l'actuelle rue du Gros Gérard et de la rue de la Barre.
La porte de Dunkerque actuelle a été édifiée à la fin des années 1860 lors de l'agrandissement de l'enceinte fortifiée à la suite de l'annexion des communes de Wazemmes, Moulins, Esquermes et Fives en 1858. C'est la dernière porte qui subsiste parmi celles qui ont été construites à cette époque. Après le démantélement des remparts dans les années 1920, le site a abrité le magasin aux pavés puis, aujourd’hui, le service municipal des sports.

## Description
Initialement formée de deux corps de garde et de cinq piliers disposés en travers de la chaussée, seuls les deux corps de garde et deux piliers sont conservés aujourd'hui.